# Johann Gottfried Brügelmann

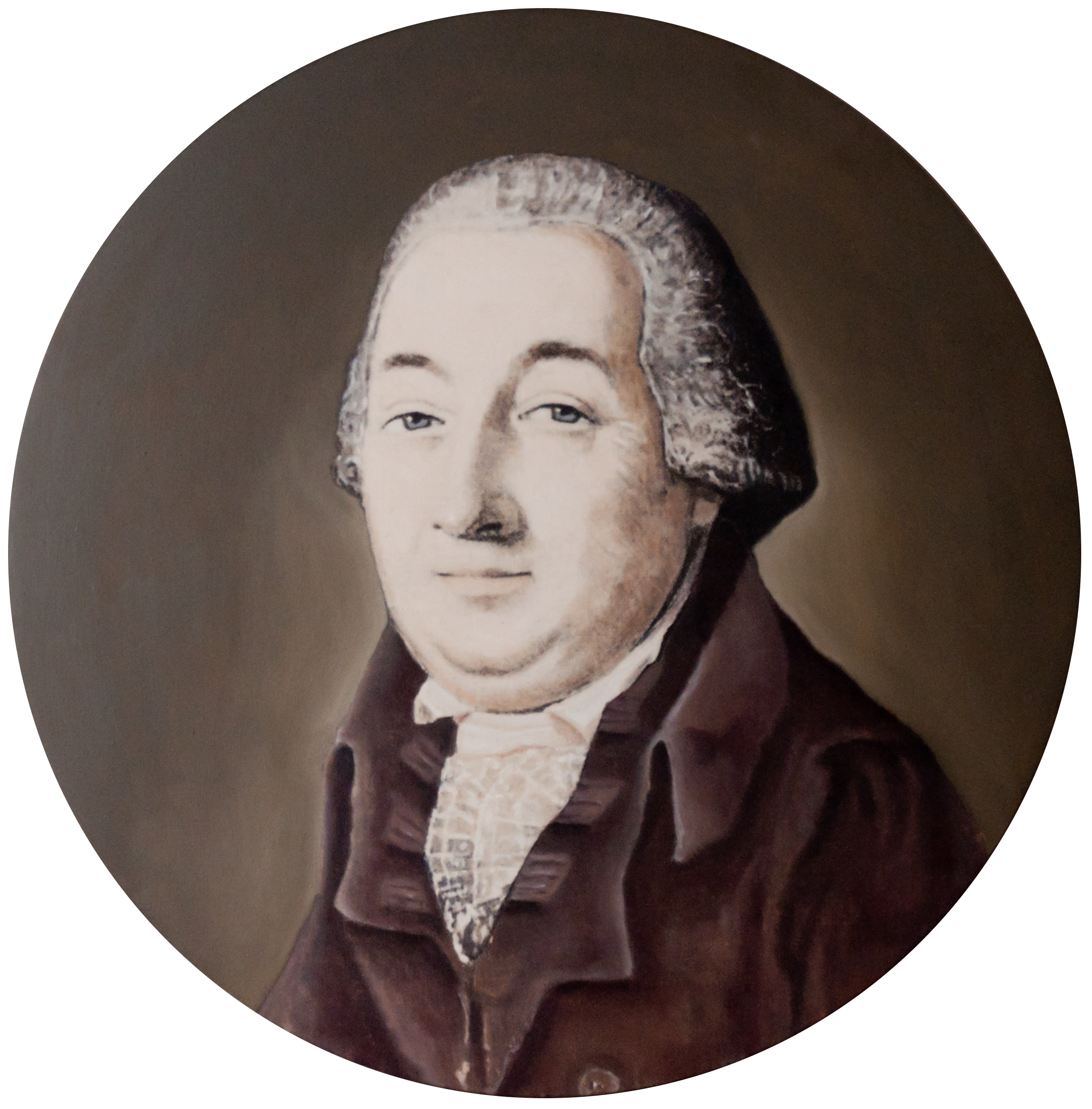
Medaillon mit dem Porträt Brügelmanns

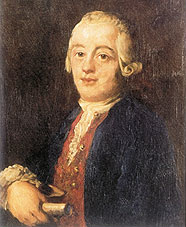
Zeitgenössisches Porträtgemälde

Johann Gottfried Brügelmann (* getauft 6. Juli 1750 in Elberfeld, heute Stadtteil von Wuppertal; † 27. Dezember 1802 in Ratingen) war ein deutscher Industrieller und als Gründer der ersten Fabrik auf dem europäischen Festland einer der Wegbereiter der Industriellen Revolution.

## Leben und Wirken
Johann Gottfried Brügelmann entstammte einer wohlhabenden Kaufmannsfamilie aus Elberfeld, die Teil der Garnnahrung war, einer kartellähnlichen Verbindung der führenden Kaufmannsfamilien des Bergischen Landes, die so den Garnmarkt in dieser Region kontrollierten. Er wurde als zweites von vier Kindern des Elberfelder Bürgermeisters Johann Wilhelm Brügelmann (1721–1784) und dessen erster Ehefrau Anna Gertrud Kühnen (1721–1754) geboren und am 6. Juli 1750 getauft.
Brügelmann hörte von der Mechanisierung von Spinnereien in England und beschloss Anfang der 1780er-Jahre, selbst eine mechanische Spinnerei zu eröffnen. Da er jedoch den Unmut der Garnnahrung über diese Pläne fürchtete und als Wortführer der Unternehmer in einem Streit mit den Elberfelder Leinenwebern lag, suchte er nach einem geeigneten Standort in sicherer Entfernung von Elberfeld. Schließlich fand er ihn in der Bürgermeisterei Eckamp unweit der Stadtmauern Ratingens: die spätere Textilfabrik Cromford. Er konnte dort preisgünstig ein Mühlenrecht mitsamt einer Ölmühle an der Anger erwerben. Arbeitskräfte waren wesentlich günstiger zu haben als im reichen Elberfeld, und vor allem erhielt er für diesen Standort vom Kurfürsten Karl Theodor 1784 das Privileg, eine Fabrik wie diese für zwölf Jahre als Einziger im Rheinland betreiben zu dürfen. Versuche von zahlreichen Konkurrenten, bei ihm beschäftigte Arbeiter abzuwerben oder die eingesetzten Maschinen nachzubauen, verfolgte Brügelmann zeitlebens mit Hilfe des kurfürstlichen Privilegs unnachsichtig. Mit zunehmendem Erfolg expandierte Brügelmann und gründete 1802 in München, das zum Territorium des Kurfürsten Karl Theodor gehörte, eine Filiale. Heute gilt die Anlage in Ratingen als die erste voll mechanisierte Baumwollspinnerei und damit als erste Fabrik überhaupt auf dem europäischen Festland. Um 1789 kaufte Brügelmann von den Erben des Johann Konrad Jacobi das Gebäude mit Gelände der ehemaligen Zucker-Raffinerie, gelegen am Düsselbach in Pempelfort, und richtete dort zusammen mit dem Bandfabrikanten Johann Friedrich Bredt (1751–1810) die Garn-Färberei „Brügelmann & Bredt“ für Türkischrot ein.
Das Vorgehen Brügelmanns wird von Historikern als bemerkenswert eingestuft, da die Wirtschaft der damaligen Zeit vor allem von Traditionen und den von den Berufsständen selbst auferlegten Regeln geprägt war. Nicht nur die Idee einer mechanisierten Produktion in großem Stil war ungewöhnlich, sondern auch die Art und Weise, wie er gezielt überregional Standortbedingungen prüfte, Technologien aus dem Ausland erforschte, kopierte (die Waterframe, ein Patent von Richard Arkwright) und dabei die Traditionen der „Garnnahrung“ unbeachtet ließ.
Dabei betrieb er in Großbritannien Industriespionage über seinen Freund Carl Albrecht Delius, der ihm 1781 eine Kratzmaschine zur Reinigung der Baumwolle zukommen ließ und 1782 das Modell einer damals mit Exportverbot belegte Waterframe aus England schmuggelte und einen Facharbeiter mitbrachte, der sie bedienen konnte.
Brügelmanns Pionierarbeit war überaus ertragreich. Rasch erweiterte er seinen Betrieb um ein (aus damaliger Sicht riesiges) 5-stöckiges Fabrikgebäude, ließ sich 1787 das noch heute zu besichtigende luxuriöse Herrenhaus und etwas später ausgedehnte Parkanlagen (u. a. den Poensgenpark) bauen. Brügelmanns Vermögen wurde nach seinem Tod auf 380.000 Reichstaler beziffert – ohne Immobilien und Maschinen. Als er 1802 im Alter von 52 Jahren starb, zählte Brügelmann zu den reichsten Menschen des Rheinlandes.
Seit dem 7. November 1774 war er mit Anna Christina Brügelmann geb. Bredt (1745–1805) verheiratet. Sein Erbe wurde auf seine Söhne Jakob Wilhelm (1776–1826) und Johann Gottfried junior (1777–1808) verteilt. Sein Nachfahre Moritz Gottfried Brügelmann, Chemiker (1849–1920) war verheiratet mit der Sängerin Pauline Horson (1858–1918).